# Badiraguato
Badiraguato ist eine Kleinstadt im mexikanischen Bundesstaat Sinaloa und Verwaltungssitz des gleichnamigen Gemeindebezirks (Municipio) Badiraguato.

## Kleinstadt
Im Jahr 2010 zählte Badiraguato 3.725 Einwohner. Die Stadt liegt auf 217 m und wird von der Carretera Federal 24 tangiert. Sie ist ungefähr 80 Kilometer weit von der Hauptstadt Culiacán entfernt.

## Söhne und Töchter
Badiraguato ist Geburtsort folgender Personen:
- Fernando Cuén (1890–1963), Diplomat und Politiker
- José de Jesús María Uriarte y Pérez (1824–1887), Bischof von Sinaloa

Außerdem liegen die Geburtsorte mehrerer bekannter Drogenhändler in den Ort umgebenden gleichnamigen Municipio.